# رنه مرتنس
رنه مرتنس (انگلیسی: René Mertens; ۳ مارس ۱۹۲۲ – ۹ آوریل ۲۰۱۴) دوچرخه‌سوار اهل بلژیک بود.